# Cabinet Luther II
République de Weimar
Luther I Marx III
Le second gouvernement Luther, du nom du chancelier allemand Hans Luther, est en fonction du 20 janvier 1926 au 18 mai 1926.